# Ponthieva rostrata
Ponthieva rostrata är en orkidéart som beskrevs av John Lindley. Ponthieva rostrata ingår i släktet Ponthieva och familjen orkidéer. Inga underarter finns listade i Catalogue of Life.